# خودوونی
خودوونی (به چکی: Chodouny) یک منطقهٔ مسکونی در جمهوری چک است که در ناحیه لیتومیریتسه واقع شده‌است. خودوونی ۹٫۹۸ کیلومتر مربع مساحت و ۶۱۸ نفر جمعیت دارد و ۱۵۴ متر بالاتر از سطح دریا واقع شده‌است.